# Stenoplax magdalenensis
Stenoplax magdalenensis är en blötdjursart som först beskrevs av Hinds 1845.  Stenoplax magdalenensis ingår i släktet Stenoplax och familjen Ischnochitonidae. Inga underarter finns listade i Catalogue of Life.